# Sœurs Philippiennes de Notre Dame des Douleurs
Les sœurs Philippiennes de Notre Dame des Douleurs (en latin : Congregationis Philippensium Filiarum Mariae Perdolentis) sont une congrégation religieuse féminine enseignante de droit pontifical.

## Histoire
La congrégation est fondée le 22 juillet 1859 à Séville par l'oratorien Francisco García Tejero (es) (1825-1909) avec Dolores Márquez Romero (es) (1817-1904) pour l'éducation et l'enseignement des jeunes femmes "perdues". Les sœurs portent le nom de Philippiennes car elles se placent sous la protection de saint Philippe Néri.
Le cardinal Luis de la Lastra y Cuesta (1803-1876) approuve les premières règles des sœurs le 3 avril 1865. L'institut reçoit le décret de louange le 10 mars 1974 ; il est définitivement approuvé par le Saint-Siège le 31 juillet 1897 et ses constitutions obtiennent l'approbation finale le 30 juillet 1909.

## Activités et diffusion
Les philippiennes se consacrent principalement à l'enseignement.
Elles sont présentes en: 
- Europe : Espagne.
- Amérique : Colombie, Équateur.
- Afrique : Kenya.

La maison-mère est à Séville.
En 2017, la congrégation comptait 81 sœurs dans 14 maisons.